# Четвърта световна война
Така наречената Четвърта световна война (на английски: World War IV) е употребяван понякога във връзка с атентатите от 11 септември 2001 политически лозунг, отнасящ се за настоящия конфликт между ислямисткия тероризъм и водената от САЩ война срещу тероризма.
По тази логика Третата световна война е приключилата през 1990 г. студена война.